# 史堤芬·亨特
史堤芬·柏德列·亨特（英語：Stephen Patrick Hunt，1981年8月1日—），出生在萊伊什郡波力胥，是一名愛爾蘭足球員，司職左翼，亦可出任左閘和攻擊中場。他出身於水晶宮青訓系統，亦曾效力賓福特、雷丁和侯城。
他的弟弟路爾·亨特亦是一名足球員。

## 球會
早年
亨特憑著他的創造力、技術以及其作為翼鋒的效率而為人熟悉。雖然，他在萊伊什郡出世，但卻在沃特福德長大。他是一名未成年的天才板棍球球員和足球員。他曾效力於沃特福德投手的U15和U16組別。他首次接觸足球是他在11歲時轉去位於沃特福德的錫安山中學（Mount Sion secondary school）就讀。他在中學時期就開始代表當地足球會約翰韋利（Johnville）上陣。這使他具備一定的知名度，他亦有代表沃特福德郡迪出戰肯尼迪盃（Kennedy Cup）。他在卡里克聯（Carrick United）的各年齡層級別均表現出色，後來他前往英格蘭當上水晶宮的學徒球員。由於他未能在一隊帶來衝擊，他因而前往多間球會試訓，其中包括登地聯，最終加盟賓福特。他在這支倫敦西部球會效力四年，成為球隊重要的成員。
2005年，他拒絕新約並決定離開賓福特。他同意加盟巴拉福特後，英冠球會雷丁表示對他有興趣，使他改變了想法。
雷丁
亨特在加盟雷丁的首個球季並不幸運，由於卜比·干維的狀態較好，所以他並未能在大部分賽事正選上陣。不過，他仍然作出不錯的貢獻，從後備席入替。2005/06球季，雷丁贏得聯賽冠軍並升班至英超。
2006年10月14日，亨特在米底捷斯基球場對車路士的賽事中，由於爭奪皮球而使其膝蓋撞到對方門將佩特·施治，導致對方凹陷性頭骨骨折而需要接受手術。意外後，英超官方、球員、學者、球員代表，甚至是議員都此加以譴責或支持。他和其他捲入這事件的人，最終都未有被英足總懲處，但與此同時，他和隊友伊巴謙馬·辛高被指在同一場賽事撞到佩特·施治的替補卡路·古迪仙尼，並據稱收到車路士球迷死亡恐嚇。
2007年7月9日，他與球會簽訂條件更好的三年合約，使他待在雷丁至2009/10球季。
在2008年1月轉會市場時，雷丁拒絕了新特蘭對亨特的250萬英鎊、300萬英鎊和450萬英鎊和最後500萬英鎊的出價，並證實他們無意在轉會市場出售球員。2月1日，他與球會續約至2011年夏天。2007/08球季，他總共上陣39次及攻入6球。
2009年2月4日，他與球會簽訂三年半合約，使他留效至2012年夏天。然而，他在同年6月9日宣佈他希望離開雷丁並重返英超。
侯城
8月13日，亨特被侯城以據指350萬英鎊轉會費買入。8月15日，他在對車路士的賽事中首次亮相28分鐘便攻入其處子入球。這亦是2009/10球季的首個入球。然而，由於佩特·施治事件，他整場賽事都遭到車路士的球迷的嘲諷。他亦在緊接以1-5的比分大敗予熱刺的賽事中於主場處子上陣並取得入球。
1月轉會市場時，英超狼隊出價500萬英鎊希望買入亨特，但被侯城拒絕。2月份足傷後一直缺陣，於4月13日經探知手術後證實提前結束球季，而球隊亦於季後降班返回英冠。
狼隊
雖然侯城在1月轉會窗拒絕狼隊的收購，但亨特與球會主席亞當·皮雅臣（Adam Pearson）協議如球隊降班必須放人，終於6月21日正式轉投狼隊，簽約三年，轉會費金額沒有透露。
2013年5月17日，將降落英甲作賽球會狼隊宣佈約滿的亨特可自由轉會。
2013年9月12日，英冠黑池證實曾跟隨操的亨特不會獲得合約，原因薪酬談不攏。
葉士域治
2013年11月8日，英冠球會葉士域治與32歲的亨特簽署一份至2014年1月短期合約。

## 國際賽
2007年2月7日，亨特在客場以2-1的比分擊敗聖馬力諾的賽事中後備入替而首次代表愛爾蘭上陣。3月24日，他在主場以1-0的比分擊敗威爾斯的賽事中再次以後備形式入替而第二次上陣。
9月12日，他亦有在以0-1的比分不敵捷克的賽事中後備入替，然而希臘球證奇羅斯·華沙拉斯指他侵犯真·保勒而被趕離場，其後報告指這決定過於嚴厲，因為亨特似乎贏得皮球。

## 榮譽
2006年10月，亨特以百分之25.3的得票率獲雷丁球迷選為該月最佳球員。
2007年，他的得票率不及伊瓦爾·恩格馬臣和歷奇·梳利而僅獲年度最佳雷丁球員的季軍。
2007/08球季，他被雷丁球迷選為年度最佳球員。

## 外部連結
- 足球数据库：史堤夫·亨特的球员统计数据 （英文）